# Meg – Az őscápa
A Meg – Az őscápa (eredeti cím: The Meg) 2018-ban bemutatott amerikai sci-fi akciófilm, melyet Jon Turteltaub rendezett, valamint Dean Georgaris, Jon Hoeber és Erich Hoeber írt Steve Alten 1997-es, azonos című sci-fi könyve alapján. A főszerepben Jason Statham, Li Bingbing, Rainn Wilson, Ruby Rose, Winston Chao és Cliff Curtis látható. 
Az Amerikai Egyesült Államokban és Kínában 2018. augusztus 10-én mutatta be a Warner Bros. Real D 3D-ben, Dolby Cinemában és IMAX-ban, Magyarországon egy nappal hamarabb szinkronizálva, augusztus 9-én az InterCom Zrt. forgalmazásában.
A film forgatása 2016. október 13-án kezdődött Új-Zélandon, Aucklandben, és 2017. január 11-én fejezték be.

## Cselekmény
Egy mélytengeri tengeralattjáróról való mentés közben valami kívülről többször a mentő-tengeralattjárónak ütközik, amiről a csapat parancsnoka, Jonas Taylor (Jason Statham) úgy gondolja, hogy egy hatalmas cápa lehetett, így lezárja a bejáratot, ami összeköti a két járművet, bár a mentéssel foglalkozó két embere még az alsó járműben rekedt. A felsőben lévő 11 ember megmenekül, de a parancsnokot állandó lelkiismeret-furdalás gyötri, amiért hátrahagyta két emberét (az alsó tengeralattjáró egy robbanásban megsemmisül), ezért visszavonul a merüléstől és az ivásba menekül. A többség bolondnak tartja, mert az óriás cápát rajta kívül senki sem látta. 
Öt év telik el.
Egy jól felszerelt és anyagilag bőkezűen támogatott tudóscsapat merülést hajt végre a Mariana-árokba egy háromszemélyes tengeralattjáróval. A kutatócsoport vezetője, Dr. Minway Zhang szerint (aki a hajón tartózkodik) a tenger mélységét mérő szonár jelei egy különleges vízrétegről verődnek vissza, ami alatt további vízréteg található. Ennek igazolására merül le az apró tengeralattjáró és sikeresen áthalad a rétegen, ami alatt ismeretlen élőlények sokasága tárul fel.
A kis tengeralattjárónak valami többször nekiütközik, és mire rájönnek, hogy a támadót a hajó fényszórói vonzzák oda, a jármű mozgásképtelenné válik, a legénység egyik tagja pedig súlyosan megsérül. Egy másik, hasonló jármű merül le, hogy kimentse a lent rekedt jármű utasait, de őket is megtámadja az ismeretlen lény. A mentés nem sikerül, menekülniük kell, egyikük önfeláldozó módon a tengeralattjáróban marad, bekapcsolt fényszórókkal, hogy két társa megmenekülhessen.
Személyesen felkeresik Jonas Taylort, aki Thaiföldön, egy tengerparti falucskában él és egész nap sörösüveg van a kezében. Jonas kapásból elutasítja a felkérést, hogy újabb merülést hajtson végre, sem pénz, sem emberélet nem érdekli. Végül mégis elvállalja a feladatot, a súlyosan sérült a volt felesége miatt.
Sikerül kimenteniük a kutatókat, de az ismeretlen (és a radarképen nagy méretűnek látszó) lény folytatja a támadásokat. Nagy adag méreggel sikerül elpusztítaniuk, azonban később újabb hatalmas cápa tűnik fel, ezúttal már a tenger felszíne közelében. Rájönnek, hogy a speciális vízrétegen a tengeralattjáró áthaladása átmenetileg megzavarhatta annak szerkezetét és ez lehetővé tette, hogy az „alsó” vízrétegből akár több, hatalmas lény is felúszhasson a „felsőbb” vízrétegbe.
Az egész vállalkozást 1,3 milliárd dollárral finanszírozó vállalkozó arról tájékoztatja a csapatot, hogy értesítették több környező ország kormányát az őscápáról, így azok majd hadihajókkal a helyszínre vonulnak és elpusztítják a fenevadat. Azonban ebből egy szó sem igaz, a milliárdos önálló akcióba kezd, egy helikopterről C4-es robbanószert dobnak a vízbe, amikor úgy gondolják, hogy a cápa lehet az, de kiderül, hogy egy bálna volt, a cápa pedig a bálnatetemre támad. A támadásban a milliárdos meghal, amikor a cápa elnyeli.
Az őscápa egy forgalmas kínai strand öble felé indul (mozgását a testébe lőtt nyomkövetővel követik). A fürdőzőkre való támadása közben magnóra felvett bálnahangokkal csalogatják el.
Suyin Zhang (a tudós lánya, aki biológus) és Jonas magukra vonják a cápa figyelmét, ami mindkettőjükre rátámad. Jonas egyszemélyes tengeralattjárója egyik hajtóműve leszakad menekülés közben. Suyin egy torpedót lő ki, ami a cápa közelében robban, de a lény nem hal meg.
Ügyetlen helikopteres tévéstábok összeütköznek a levegőben, egyik helikopter a tengerbe zuhan, a másik a hajójukra, így mindenki a vízbe ugrik, Suyin kislányát behajítják. Suyin visszafordul a hajó felé, hogy megkeresse a lányát. Jonas járműve csak akadozva irányítható a sérülései miatt, a cápa majdnem egészben le is nyeli. Amikor a jármű teljesen mozgásképtelenné válik, Jonas kiüti a kupoláját, kiúszik a vízbe és egy szigonyt szúr az állat szemébe, ami minden bizonnyal az állat agyáig hatol és ezzel megöli. A hatalmas, vérző tetemre rengeteg „normál” méretű cápa támad, és marcangolni kezdik.
Suyin kimenti a lányát a vízből és visszamegy Jonasért, aki a járműbe kapaszkodva feljut a felszínre.

## Szereposztás
| Szerep            | Színész               | Magyar hangja (1. szinkron, 2018) |
| ----------------- | --------------------- | --------------------------------- |
| Jonas Taylor      | Jason Statham         | Epres Attila                      |
| Suyin Zhang       | Li Bingbing           | Andrusko Marcella                 |
| Jack Morris       | Rainn Wilson          | Kerekes József                    |
| Jaxx Herd         | Ruby Rose             | Pálmai Anna                       |
| James Mackreides  | Cliff Curtis          | Rátóti Zoltán                     |
| Dr. Minway Zhang  | Winston Chao          | Forgács Péter                     |
| Dr. Heller, orvos | Robert Taylor         | Gyabronka József                  |
| DJ                | Page Kennedy          | Kálid Artúr                       |
| Toshi             | Masi Oka              | Gáspár András                     |
| Lori Taylor       | Jessica McNamee       | Gubás Gabi                        |
| Fal               | Ólafur Darri Ólafsson | Bognár Tamás                      |